# Maye Musk
Maye Haldeman Musk (Regina, 19 aprile 1948) è un'imprenditrice, modella e influencer canadese con cittadinanza sudafricana naturalizzata statunitense.
Nota soprattutto per essere la madre di Elon Musk, l'uomo più ricco del mondo, è stata una modella per 50 anni, apparendo sulle copertine di alcune riviste, tra cui Time, Women's Day e Vogue.

## Biografia
Maye nasce il 19 aprile 1948 a Regina, nella provincia di Saskatchewan in Canada, da Winnifred Josephine e Joshua Norman Haldeman. Joshua era americano naturalizzato canadese, chiropratico, uomo politico (attivista del movimento tecnocratico) e archeologo dilettante. Maye ha una sorella gemella.
Seguendo la profezia di un medium, nel 1949 la famiglia si trasferisce a Pretoria, in Sudafrica, allora retto da un regime di apartheid razziale, di cui il padre, Joshua, era un acceso sostenitore . Nel 1952 i genitori portarono la piccola Maye e sua sorella in giro per il mondo su un aereo a elica. Per oltre dieci anni, la famiglia trascorse le estati viaggiando per il deserto del Kalahari alla ricerca della leggendaria città perduta del Kalahari, che secondo il padre, Joshua, sarebbe stata lasciata da una misteriosa civiltà bianca ormai scomparsa
Maye ha conseguito un master in dietetica presso l'Università dell'Orange Free State in Sudafrica. Successivamente ha conseguito un altro master in scienze della nutrizione presso l'Università di Toronto.
Nel 1970 sposa Errol Musk, un ingegnere sudafricano, nato il 2 maggio 1946, che aveva incontrato al liceo. Insieme hanno tre figli: Elon Musk, Kimbal Musk e Tosca Musk, ora tutti personaggi di successo.
Nel 1979 Maye divorzia per sfuggire a episodi di violenza domestica e decide di crescere da sola i tre figli. Due anni dopo, però, Elon torna a vivere con il padre e vi rimane fino al diploma, quando si trasferisce in Canada.
Nel 1989, anche Maye si trasferisce in Canada, con la figlia minore Tosca: qui dà il via alla sua professione di nutrizionista e dietologa, ma in parallelo partecipa a qualche concorso di bellezza, per arrotondare.
Il 2007 è l'anno della svolta perché decide di non tingersi più i capelli, lasciandoli corti e grigi: il Time la mette in copertina e fa decollare la sua carriera da top model. Appare sulle scatole dei cereali Special K, nelle pubblicità di Revlon e nel 2013 nel video di Haunted di Beyoncé. Nel settembre 2017 diventa la più anziana portavoce di CoverGirl all'età di 69 anni. Nel 2021 entra nella Creative Artists Agency.
Nel 2019 pubblica negli USA l'autobiografia uscito in Italia nel 2023 per i tipi di Giunti, con il titolo Una donna deve avere un piano: «Schietta, diretta, indomita, vuole trasmettere a tutti quello che ha imparato con fatica: abbiamo sempre davanti a noi un crocevia di opportunità che, se ci rendono felici, vanno colte con metodo. E se è vero che non possiamo controllare tutto ciò che accade nella nostra vita, è altrettanto vero che a ogni età possiamo scegliere la vita che vogliamo. Basta avere un piano».